# L'atleta di cristallo
L'atleta di cristallo è un film del 1946, diretto da Enzo Fiermonte, che si firma con lo pseudonimo di William Bird ed è anche interprete e soggettista. Inoltre, con lo pseudonimo di Mario Del Fante, firma sceneggiatura e montaggio.

## Produzione
È un film girato (per gli esterni e in parte anche per gli interni) a Bari, città natale di Enzo Fiermonte, affermato pugile in gioventù, prima di iniziare l'attività cinematografica come attore di un certo successo (divenne famoso come “il bello del ring”). Complessivamente prese parte a oltre 100 film tra il 1941 e il 1979. Si cimentò anche nello scrivere il soggetto in almeno due casi nel periodo bellico (per L'ultimo combattimento e Il campione).
Tali risultati lo indussero a tentare anche la strada della regia, con L'atleta di cristallo, una vicenda per molti aspetti autobiografica, ma che ebbe un'accoglienza abbastanza tiepida da parte del pubblico.
Prodotto da Guido Marchigiani per la Monte Film di Bari, che ha curato anche la distribuzione, risultata (dato anche il periodo) incerta e limitata a partire dal 1947. Resterà, forse anche per questo, l'unico film diretto da Fiermonte. Ma è molto importante per la storia del cinema in Puglia, in quanto è il secondo film del dopoguerra girato nella regione. Fa seguito a: Il richiamo della strada del 1945.

## Cast
A Fiermonte si affianca, come protagonista femminile, la soubrette romana Marisa Vernati. È l'ultimo film girato dalla attrice e cantante, prima del matrimonio con un medico iraniano, che provocherà una lunga sospensione nella sua attività, a causa del trasferimento in Turchia.
Tra gli altri attori, Peppino Spadaro, va ricordato perché aveva lavorato, anche durante la guerra, in pellicole importanti e girò il film subito dopo aver partecipato a Sciuscià (film). Luigi Pavese, invece, si affermò al fianco di Totò.

## Trama
Costretto a lasciare la boxe per un infortunio, un pugile si dà alla deboscia e arriva persino a insidiare la casta fidanzata del fratello, anch'egli pugile. Quando, vittima di un grave incidente, la fanciulla ha bisogno di un intervento chirurgico, si sostituisce con un sotterfugio al fratello in un impari incontro di boxe che potrebbe costargli la vita.